# Wałowice-Kolonia
Wałowice-Kolonia – kolonia w Polsce położona w województwie lubelskim, w powiecie opolskim, w gminie Józefów nad Wisłą.
W latach 1975–1998 miejscowość administracyjnie należała do ówczesnego województwa lubelskiego.
Kolonia jest położona 5 km na południe od Józefowa, przy drodze wojewódzkiej DW 824, Leży na stromym zboczu, około 200 metrów od brzegów Wisły. 
Kolonia stanowi sołectwo gminy Józefów nad Wisłą.